# Antonina Kowtunow
Antonina Teresa Kowtunow (ur. 2 stycznia 1946 w Trawnikach, zm. 10 stycznia 2023 w Poznaniu) – polska śpiewaczka operowa (sopran) i pedagog.
Była córką Jerzego i Heleny. Ukończyła studia na Państwowej Wyższej Szkole Muzycznej we Wrocławiu (klasa prof. Ireny Bardy-Taryłło). Debiutowała na scenie Opery Wrocławskiej (Żywia w Starej baśni Żeleńskiego). W 1973 roku została solistką Teatru Wielkiego im. Stanisława Moniuszki w Poznaniu. W latach 1978–1982 współpracowała z Teatrem Wielkim w Warszawie. W 2000 roku zaczęła prowadzić klasę wokalną na Akademii Muzycznej w Poznaniu. W 2013 odebrała akt nominacji na profesora zwyczajnego (data nadania: 18 października 2012).

## Wybrane partie operowe
- Adela i Rozalinda (Zemsta nietoperza, Strauss)
- I Dama Królowej Nocy (Czarodziejski flet, Mozart)
- Despina i Fiordilligi (Così fan tutte, Mozart)
- Eurydyka (Orfeusz w piekle, Offenbach)
- Hrabina i Panna Ewa (Hrabina, Moniuszko)
- Marcelina (Wesele Figara, Mozart)
- Musetta (Cyganeria, Puccini)
- Roksana (Król Roger, Szymanowski)[6]

## Nagrody, wyróżnienia i odznaczenia
- 1973: Złota Iglica - nagroda czytelników Słowa Polskiego we Wrocławiu[6]
- 1977: II Grand Prix 23. Międzynarodowego Konkursu Wokalnego w Tuluzie[7]
- 1978: Biały Bez - nagroda dla najpopularniejszej aktorki teatrów wielkopolskich[6]
- 2013: Krzyż Kawalerski Orderu Odrodzenia Polski[8]
- 2016: Honorowe Obywatelstwo Gminy Drezdenko[9]
- 2019: Honorowa Odznaka Za Zasługi dla Województwa Lubuskiego[10]